# Tarzan l'uomo scimmia (film 1932)
Tarzan l'uomo scimmia (Tarzan the Ape Man) è un film del 1932 diretto da W. S. Van Dyke.
Il soggetto è liberamente tratto dal famoso romanzo d'avventura Tarzan delle Scimmie di Edgar Rice Burroughs del 1912. Primo film sonoro e primo dei dodici della saga di Tarzan interpretati dall'attore Johnny Weissmuller, già primo uomo al mondo a nuotare i 100 metri stile libero sotto il minuto e vincitore di cinque medaglie d'oro olimpiche ai Parigi 1924 e Amsterdam 1928.

## Trama
James Parker è un ricco commerciante inglese che si trova nell'Africa occidentale con un suo socio alla ricerca del "famigerato" cimitero degli elefanti allo scopo di arricchirsi ulteriormente. Lo raggiunge in Africa la figlia Jane e il gruppo si imbatte in un uomo dalle fattezze umane ma dal fare scimmiesco. Alla morte del padre, Jane decide di rimanere con Tarzan e di non fare ritorno nella natìa Inghilterra.

## Produzione
Il film fu prodotto dalla Metro-Goldwyn-Mayer (MGM).

## Distribuzione
Distribuito dalla Metro-Goldwyn-Mayer (MGM), il film uscì nelle sale cinematografiche USA il 2 aprile dopo essere stato presentato in prima a New York il 25 marzo 1932.
Il film esiste anche in versione colorata.

## Riconoscimenti
Nel 1932 è stato indicato tra i migliori dieci film dell'anno dal National Board of Review of Motion Pictures.